# Fulgenzio Gallucci
Fulgenzio Gallucci (1570 - 9 de novembro de 1632) foi um prelado católico que serviu como bispo de Boiano de 1624 a 1632 e bispo titular de Tagaste.